# Мала Вергунка
Мала Вергунка — колишнє село Жовтневого району міста Луганська, зараз — частина міста. Село розташовувалося на правому березі річки Лугань.

## Історія

### Російська імперія
Наприкінці XIX століття з'являється нове передмістя — Мала Вергунка, заснована на правому березі Лугані, на південь від Вергунки. З цього часу старе село Вергунку стали називати і підписувати на картах Велика Вергунка. У 1902 році в Малій Вергунці, зважаючи на стрімке збільшення населення, була відкрита церковноприходська школа (зараз — школа № 39 міста Луганська). На початку XX століття в Малій Вергунці почалося зведення православної церкви, проте будівництво було перервано початком Першої світової війни. Замість церкви на цій ділянці був побудований православний молитовний будинок.
Після Лютневої революції в одній з перших на Донбасі в Малій Вергунці виникла Рада робочих, яка була розміщена в будівлі церковнопарафіяльної школи. В липні 1918 року в селі створено підпільний партизанський загін на чолі з Чубаровим І. Г., який надалі приєднався до 1-го Луганського комуністичного полку. В січні 1919 року після окупації округи німецькими військами, селищем оволоділи більшовики. Навесні 1919 року біля селища проходила лінія фронту. Обороною округи зі сторони більшовиків зайнялася 8-а армія. Проте, її сил було недостатньо і за вказівкою Центрального комітету партії більшовиків на допомогу було відправлено 15-ту Інзенську стрілецьку дивізію, і 1-у Московську робочу дивізію, Курський полк та інші частини. Госпіталь і бібліотека Інзенської дивізії розміщувалися на вигоні за селищем, а також в будівлі церковнопарафіяльної школи. Після цих подій в селищі було створено площу Оборони.

### Радянська влада
З початком колективізації на сільськогосподарських угіддях у Вергунці був створений радгосп ім. 8 Березня. Його правління було розташоване в Малій Вергунці. У той же самий час було ясно, що аграрна спеціалізація Вергунки не може бути основною: більшість жителів, особливо Малої Вергунки, були працівниками луганських підприємств. З огляду на це, в 1930-ті роки в Малу Вергунку був прокладений один з перших маршрутів луганського трамвая (3-тя марка трамваю), що зв'язав околицю із заводськими прохідними. Новий трамвайний парк Луганська був у другій половині 1930-х розміщений поблизу від Малої Вергунки. Тут же в 1938 році на площі Оборони було збудовано нову будівлю школи № 39. Уже в другій половині 1930-х років через територіальну близькість до Луганська і припливу поселенців Мала Вергунка перевищила Велику, як по розмірах, так і по населенню, проте, назви залишилися колишні. Указом Президії Верховної Ради УРСР від 28 листопада 1938 року, до складу Жовтневого району були включені селища: Велика і Мала Вергунки.